# Helesius nubilans
Helesius nubilans är en skalbaggsart som beskrevs av Thomas Casey 1899. Helesius nubilans ingår i släktet Helesius och familjen nyckelpigor. Inga underarter finns listade i Catalogue of Life.